# Rolls-Royce Trent 700
Rolls-Royce Trent 700 je dvouproudový motor s vysokým obtokovým poměrem vyvinutý z modelu RB211. Jde o první model z řady Trent.

## Vývoj
Když Airbus začal koncem 80. let oficiálně pracovat na novém širokotrupém letounu s dlouhým doletem, navrhla firma Rolls-Royce pro nové letadlo motor Trent 600 (známý jako Trent 680). Mezitím však vzrostla hmotnost navrhovaného stroje, což vedlo k požadavku na vyšší výkon motoru. Rolls-Royce pak navrhl motor Trent 720 ze série Trent 700.
V dubnu 1989 se společnost Cathay Pacific stala prvním zájemcem o letoun poháněný motory Rolls-Royce a objdnala 10 kusů nového letadla, pak následovala TWA, která objednala 20 kusů A330.
První testy série Trent 700 začaly v srpnu 1990 a certifikát byl přijat v 1994. V březnu 1995 motory obdržely certifikát ETOPS 90, který byl v prosinci prodloužen na 120 minut a v roce 1996 na 180 minut. Trent 700 byl na trhu třetím motorem pro A330, po motorech firem GE Aviation a Pratt & Whitney.

## Varianty
Trent 768-60
Certifikován v lednu 1994, vzletový výkon 67 500 lbf (300 kN). Použit u varianty Airbus A330-341.
Trent 772-60
Certifikován v březnu 1994, vzletový výkon 71 100 lbf (316 kN). Použit u varianty Airbus A330-342.
Trent 772B-60
Certifikován v září 1997, vzletový výkon 72 000 lbf (320 kN), produkuje tah navíc ve srovnání s 772-60 mezi 610 m (2 000 ft) a 2440 m (8 000 ft). Použit na variantách Airbus A330-243 a Airbus A330-343.
Trent 772C-60
Certifikován v březnu 2006, vzletový výkon 72 000 lbf (320 kN), produkuje tah navíc ve srovnání s 772B-60 na 2440 m (8,000ft). Použit na variantách Airbus A330-243 a Airbus A330-343.

## Specifikace

### Technické údaje
- Typ: tříhřídelový dvouproudový motor s vysokým obtokovým poměrem
- Délka: 5,639 m
- Průměr: 2,47 m (dmychadlo)
- Suchá hmotnost: 6 160 kg

### Součásti motoru
- Kompresor: jeden stupeň dmychadla s 26 lopatkami, osmistupňový nízkotlaký kompresor a šestistupňový vysokotlaký kompresor
- Spalovací komora: prstencová
- Turbína: jednostupňová vysokotlaká turbína, jednostupňová středotlaká turbína, čtyřstupňová nízkotlaká turbína

### Výkony
- Maximální tah: 67 500–71 100 lbf (300,3–316,3 kN)
- Celkový kompresní poměr: 36:1
- Obtokový poměr: 5,0:1
- Měrná spotřeba paliva: 0,565 lb/lbf/h (16,0 g/kN/s) (cestovní rychlost)
- Poměr tahu/hmotnost: 5,236 lbf/lb (51,35 N/kg)

### Podobné motory
- General Electric CF6
- Pratt & Whitney PW4000
- Rolls-Royce Trent 7000 (následník)